# Rhyacia pronycta
Rhyacia pronycta là một loài bướm đêm trong họ Noctuidae.